# 208 aC
El 208 aC va ser un any del calendari romà prejulià. A la República i a l'Imperi Romà es coneixia com l'Any del Consolat de Marcel i Crispí (o també any 546 Ab urbe condita). L'ús del nom «208 aC» per referir-se a aquest any es remunta a l'alta edat mitjana, quan el sistema Anno Domini va ser el mètode de numeració dels anys més comú a Europa.

## Esdeveniments

### Antiga Grècia
- Filip V de Macedònia porta el seu exèrcit a Grècia per donar suport a la Lliga Aquea contra Esparta. En un primer moment derrota als etolis dirigits per Pírries, que s'han de refugiar a Làmia. Convoca una assemblea de la Lliga Aquea a Ègion per veure de signar la pau amb els etolis, cosa que no aconsegueix.[2]
- La flota romana que comanda Publi Sulpici Galba Màxim ataca la costa i derrota Filip V a Elis. El rei macedoni torna al seu país, i Galba Màxim s'uneix amb les seves naus a la flota d'Àtal I de Pèrgam.[3]

### Antiga Roma
- Aquest any són elegits cònsols Marc Claudi Marcel i Tit Quinti Crispí.[4]
- El senat els encomana de fer la guerra a Hanníbal a Itàlia. En una batalla a Bàntia, a la vora de Tàrent, mor Claudi Marcel i Crispí és ferit de gravetat i s'ha de retirar. El porten a Càpua i després a Roma on també mor a finals d'any després que el senat hagi nomenat dictador Tit Manli Torquat.[5][6][7]
- Aquest any esclata una epidèmia que fa emmalaltir moltes persones a Roma i als voltants, i el pretor urbà Publi Licini Var presenta una llei ( Lex Licinia de ludis Apollinaribus) segons la qual no caldria que el senat decretés la celebració dels Jocs d'Apol·lo (celebrats per obtenir la protecció d'Apol·lo i l'ajut del déu per l'expulsió dels cartaginesos) sinó que estarien al calendari religiós de forma fixa al dia 13 (in ludi in perpetuum in statam diem voverentur). Titus Livi afegeix que la data que es va escollir era el tercer dia abans de les nones del mensis quinctilis.[8]

### Hispània
- Batalla de Bècula. Enfrontament durant la Segona Guerra Púnica, entre l'exèrcit cartaginès, sota el comandament d'Hasdrúbal Barca i l'exèrcit romà, a les ordres de Publi Corneli Escipió, l'Africà. La batalla és el primer enfrontament a gran escala d'Escipió contra els cartaginesos, que resulten derrotats. Tot i així. Hasdrúbal aconsegueix fugir del camp de batalla amb una bona part del seu exèrcit, els elefants i els subministraments, i es dirigeix cap als Pirineus.[9][10]

## Necrològiques
- Els cònsols Marc Claudi Marcel i Tit Quinti Crispí.[7]